# Aname warialda
Espèce
Aname warialda est une espèce d'araignées mygalomorphes de la famille des Anamidae.

## Distribution
Cette espèce est endémique d'Australie. Elle se rencontre de Tamworth à Warialda en Nouvelle-Galles du Sud et du parc national de Carnarvon et à Toowoomba au Queensland.

## Description
La carapace du mâle holotype mesure 9,70 mm de long sur 7,90 mm et l'abdomen 9,72 mm de long sur 7,25 mm et la carapace de la femelle paratype mesure 10,48 mm de long sur 8,10 mm et l'abdomen 14,28 mm de long sur 9,65 mm.
Le mâle décrit par Wilson, Harvey, Simmons et Rix en 2025 mesure 22,77 mm et la femelle 25,16 mm.

## Systématique et taxinomie
Cette espèce a été décrite par Raven en 1985.

## Étymologie
Son nom d'espèce lui a été donné en référence au lieu de sa découverte, Warialda.

## Publication originale
- Raven, 1985 : « A revision of the Aname pallida species-group in northern Australia. » Australian Journal of Zoology, vol. 33, no 3, p. 377-409.